# Anatya
Genre
Anatya est un genre d'insectes de la famille des Libellulidae appartenant au sous-ordre des anisoptères dans l'ordre des odonates. Il comprend deux espèces.

## Espèces du genreAnatya
- Anatya guttata (Erichson, 1848)
- Anatya januaria Ris, 1911